# Strigiformes
Gli Strigiformi (Strigiformes Wagler, 1830) sono un ordine di uccelli da preda con abitudini prevalentemente notturne o serali, diffusi in tutte le regioni temperate.

## Descrizione
Gli strigiformi hanno una testa grande e leggermente appiattita frontalmente, con un caratteristico disco facciale, a forma di cuore nei Titonidi e tondeggiante negli Strigidi. Posseggono grandi occhi, solitamente gialli o arancioni, disposti frontalmente, e hanno la capacità di ruotare la testa di 270°. Il becco è tozzo e robusto, interamente ricoperto da piume nei Titonidi, solo parzialmente negli Strigidi. Possiedono artigli molto affilati.
Hanno un piumaggio soffice e morbido che garantisce un volo silenzioso, caratteristica che li aiuta a non essere individuati dalle loro prede. La livrea è solitamente mimetica. Alcune specie come quelle dei generi Bubo, Otus, Pseudoscops, Megascops, Asio, Psiloscops, Ptilopsis, Jubula e Lophostrix portano sulla testa caratteristici ciuffi auricolari.
I loro sensi della vista e dell'udito sono molto sviluppati, particolarmente l'udito. Le orecchie di molte specie come Tyto alba e Strix aluco sono asimmetriche: solitamente la destra è posta più in alto. In questo modo riescono a sentire meglio, possono percepire i passi di un topo a parecchi metri di distanza.

## Biologia

### Alimentazione
Gli strigiformi sono uccelli carnivori, che si nutrono prevalentemente di roditori, piccoli uccelli e altri piccoli vertebrati. Cacciano prevalentemente di notte, sfruttando la loro acutissima vista favorita dai grandi occhi. Questi rapaci dopo ogni pasto rigurgitano una borra costituita da resti ossei e altri tessuti non digeriti.

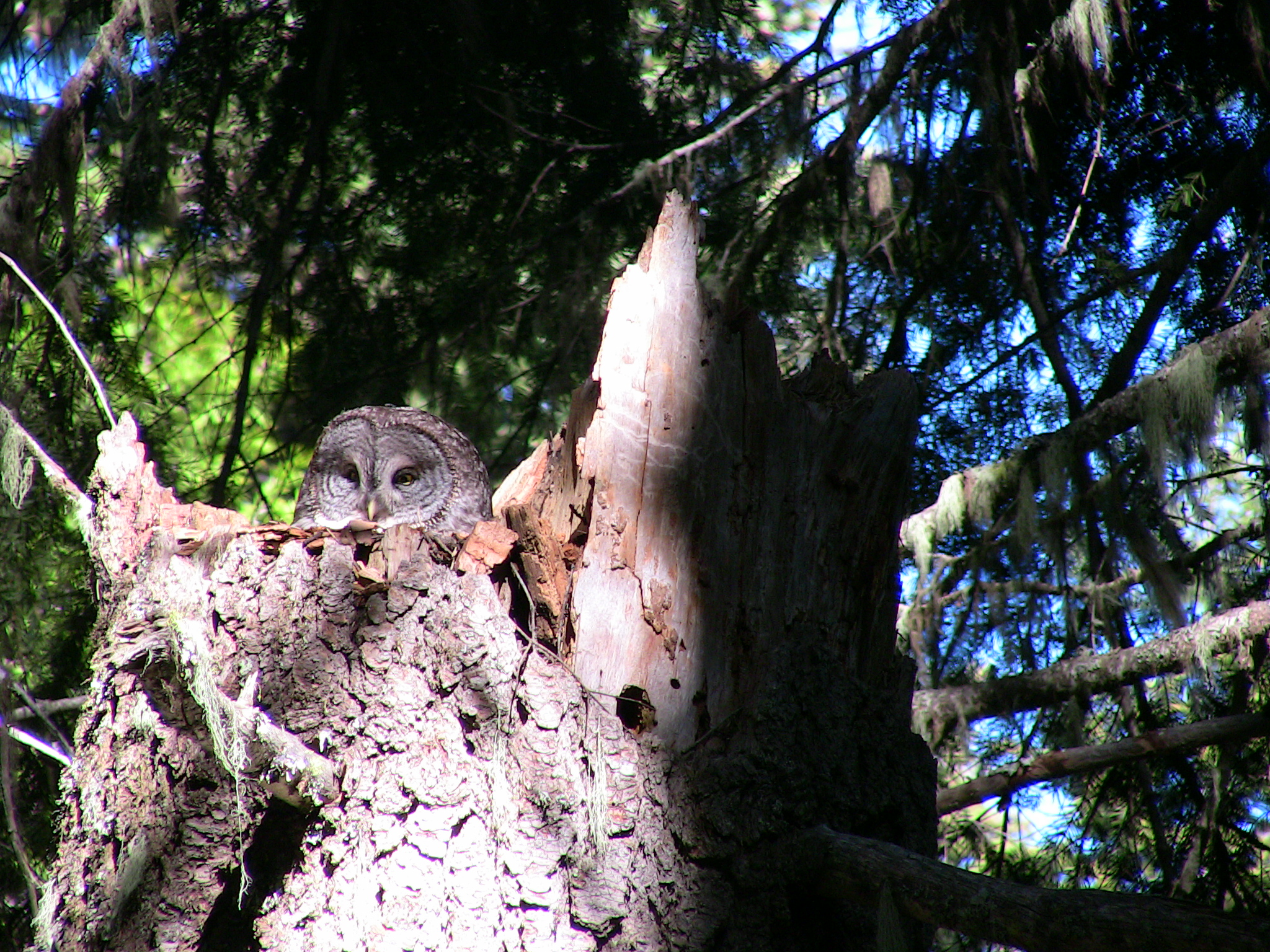
Esemplare di Strix nebulosa nel suo nido

### Riproduzione
Nidificano all'interno di cavità naturali nel tronco degli alberi o in fenditure delle rocce, talora utilizzando nidi abbandonati da altre specie; alcune specie, come la civetta o il barbagianni, trovano rifugio in ruderi e casolari abbandonati. Il numero delle uova deposte varia da 1 a 14, a seconda delle specie e della disponibilità di prede; l'incubazione varia da 25 a 36 giorni; la cova è prerogativa della femmina mentre il maschio collabora all'alimentazione dei pulcini.

## Distribuzione e habitat
Gli strigiformi sono diffusi in quasi tutti i continenti, con l'eccezione dell'Antartide. Generalmente prediligono ambienti abbastanza freschi come le zone montuose e boschive, ma esistono specie adattate alle zone particolarmente aride (p.es. Micrathene whitneyi) o fredde (p.es. Strix nebulosa e Bubo scandiacus);
alcune specie prediligono la foresta equatoriale, come p.es. Lophostrix cristata e Glaucidium brasilianum, importanti costituenti della fauna della Foresta amazzonica.

## Tassonomia
L'ordine Strigiformes comprende 2 famiglie:

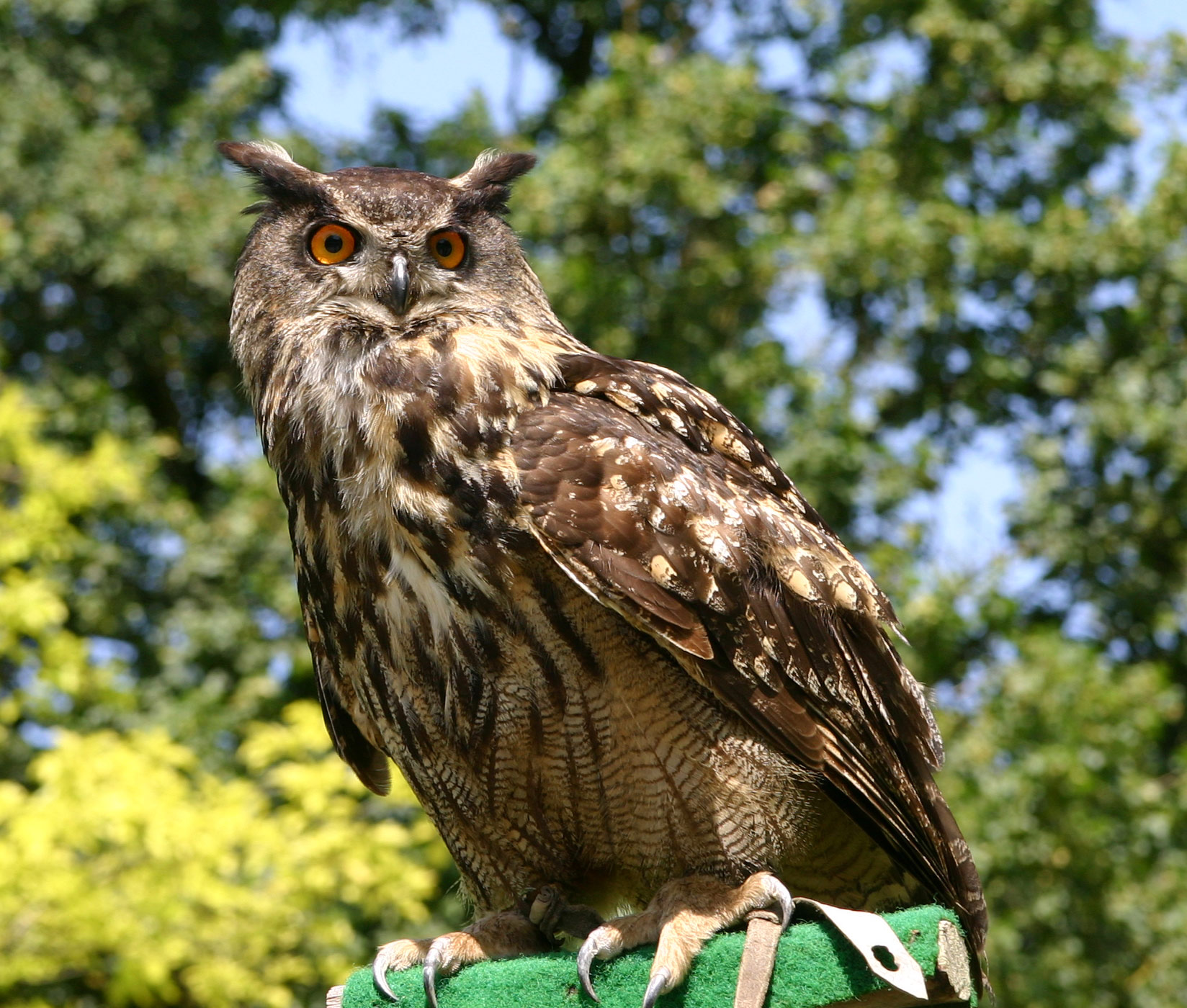
Gufo reale
Bubo bubo

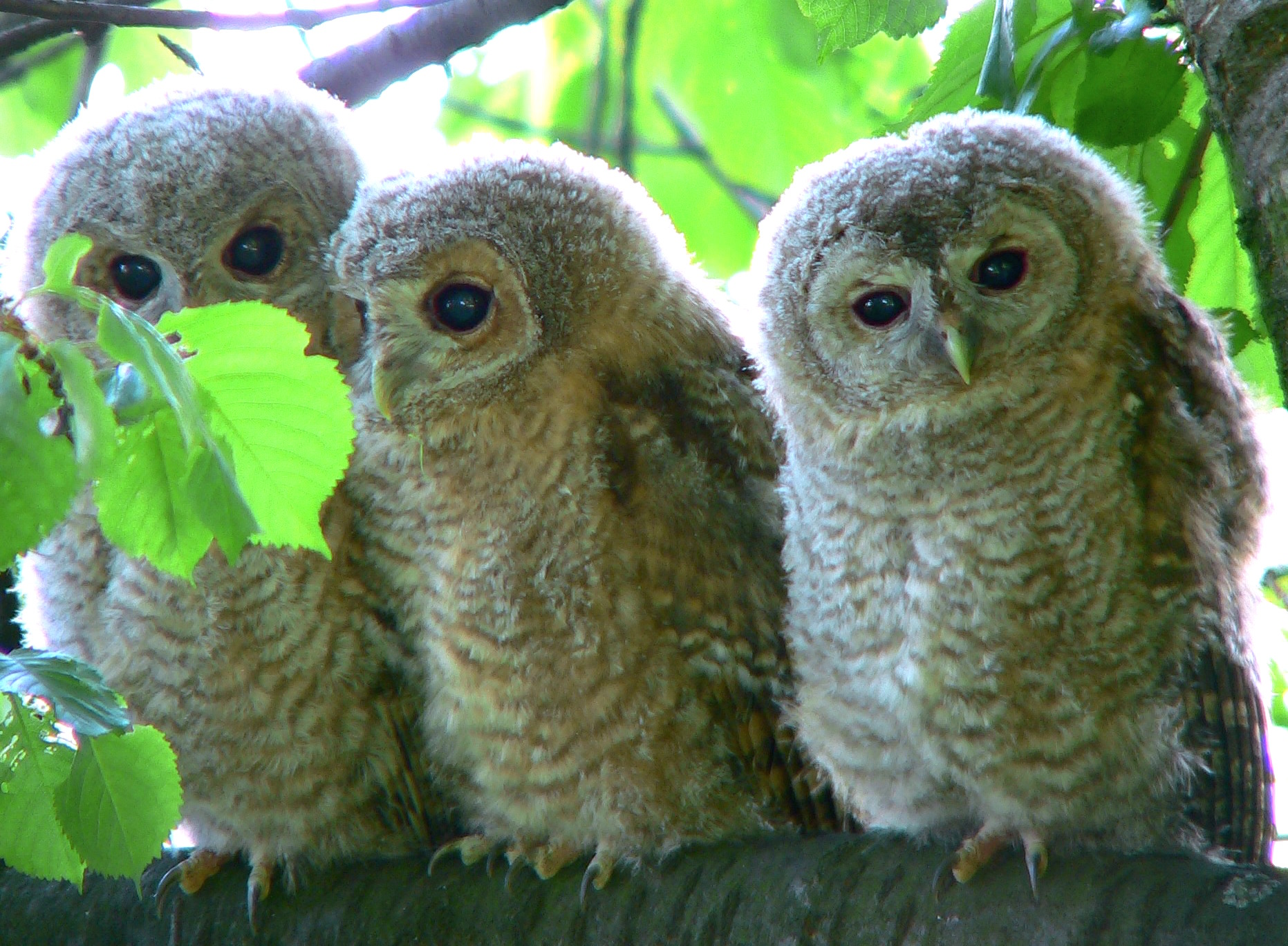
Allocco
Strix aluco

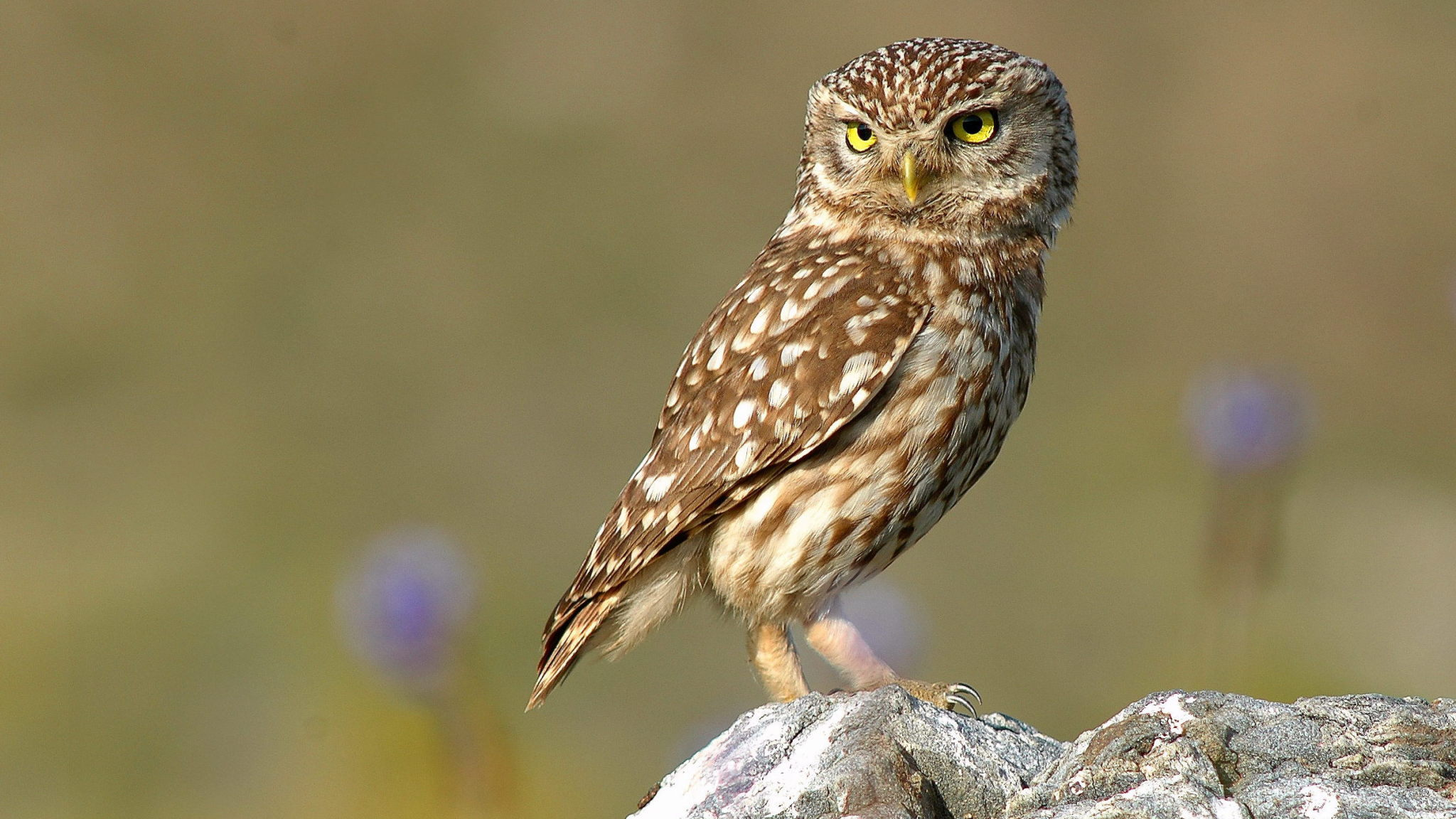
Civetta
Athene noctua

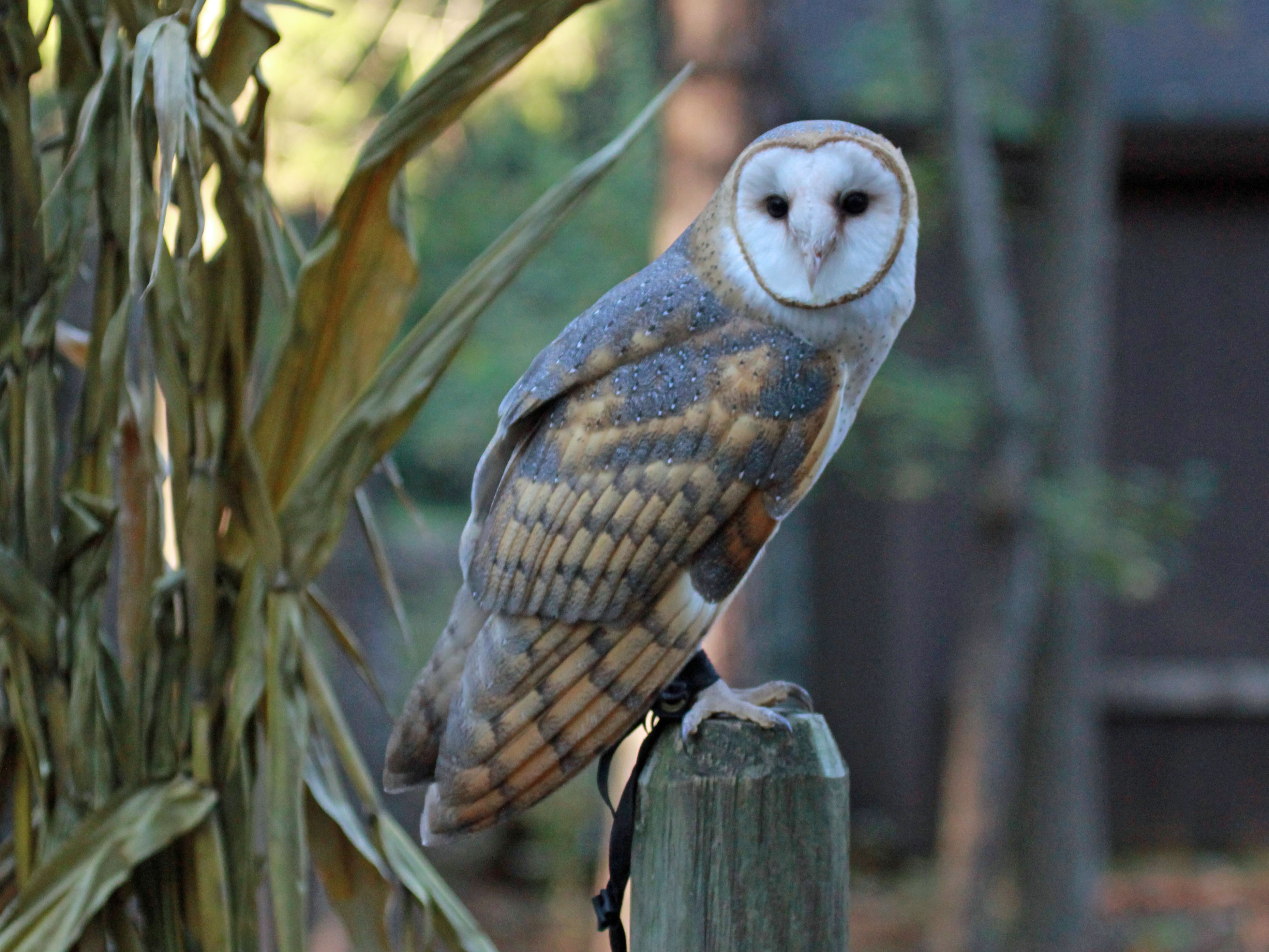
Barbagianni
Tyto alba

- famiglia Strigidae Vigors, 1825 (223 specie)
  - genere Ninox Hodgson, 1837 (33 spp.)
  - genere Uroglaux Mayr, 1937  (1 sp.)
  - genere Sceloglaux Kaup, 1848 †  (1 sp.)
  - genere Surnia Duméril, 1806  (1 sp.)
  - genere Glaucidium Boie, 1826  (30 spp.)
  - genere Xenoglaux O'Neill & Graves, 1977  (1 sp.)
  - genere Micrathene Coues, 1866  (1 sp.)
  - genere Athene Boie, 1822  (3 spp.)
  - genere Heteroglaux Hume, 1873  (1 sp.)
  - genere Aegolius Kaup, 1829  (5 spp.)
  - genere Otus Pennant, 1769  (52 specie)
  - genere Pyrroglaux Yamashina, 1938  (1 sp.)
  - genere Mascarenotus Mourer-Chauviré et al., 1994 †  (3 spp.)
  - genere Nesasio Peters, 1937 (1 sp.)
  - genere Pseudoscops Kaup, 1848 (2 spp.)
  - genere Asio Brisson, 1760  (6 spp.)
  - genere Ptilopsis Kaup, 1848  (2 spp.)
  - genere Megascops Kaup, 1848 (25 spp.)
  - genere Psiloscops Coues, 1899 (1 sp.)
  - genere Margarobyas Olson & Suárez, 2008 (1 sp.)
  - genere Lophostrix Lesson, 1836  (1 sp.)
  - genere Pulsatrix Kaup, 1848  (3 spp.)
  - genere Strix Linnaeus, 1758  (22 spp.)
  - genere Jubula Bates, 1929  (1 sp.)
  - genere Bubo Duméril, 1806  (19 spp.)
  - genere Ketupa Lesson, 1830  (3 spp.)
  - genere Scotopelia Bonaparte, 1850  (3 spp.)
- famiglia Tytonidae Ridgway, 1914 (20 specie)
  - genere Phodilus Geoffroy Saint-Hilaire, 1830 (3 spp.)
  - genere Tyto Billberg, 1828 (17 spp.)

### Specie presenti in Italia
In Italia si possono osservare le seguenti specie:
- Aegolius funereus - civetta capogrosso;
- Athene noctua - civetta comune;
- Asio otus - gufo comune;
- Asio flammeus - gufo di palude;
- Bubo bubo - gufo reale;
- Glaucidium passerinum - civetta nana;
- Otus scops - assiolo comune;
- Strix aluco - allocco comune;
- Strix uralensis - allocco degli Urali
- Tyto alba - barbagianni comune.

## Nella cultura dell'uomo
Sin dall'antichità, gli strigiformi hanno avuto spazio nella mitologia, nel folklore e nell'arte di molte culture. 
Le più antiche raffigurazioni di questi uccelli si trovano nelle pitture rupestri delle Grotte di Lascaux in Francia, risalenti a 15.000-20.000 anni. Pitture murali e resti di gufi mummificati sono stati ritrovati in diverse tombe dell'antico Egitto e il motivo del gufo compare nei geroglifici maya. Nell'antica Grecia la civetta era considerata sacra alla dea Atena, dea della sapienza. In alcune culture, gli strigiformi sono associati con saggezza e coraggio mentre in altre rappresentano l'inganno e il male. Una varietà di miti si basa sull'idea che questi uccelli portino sfortuna o morte. Molte di queste superstizioni persistono fino ad oggi.

## Imitazioni
Una forma interessante di mimetismo è messa in atto da molte specie di farfalle e falene, come Opodiphthera eucalypti, Aglais io e Caligo idomeneus, che imitano lo sguardo penetrante degli strigiformi grazie alle macchie ocellate poste sulle proprie ali. Gli eventuali predatori dei lepidotteri, pensando di trovarsi a loro volta davanti a un predatore, sono distolti dall'attacco.